# Ватанен, Ари
Ари Пиети Уолеви Ватанен (фин. Ari Pieti Uolevi Vatanen; 27 апреля 1952, Тууповаара, Финляндия) — финский автогонщик и политик. Чемпион мира по ралли 1981 года, первый из «летающих финнов» кому такое удалось сделать. Также он стал первым автогонщиком, который 4 раза побеждал в ралли «Париж-Дакар» в самом престижном классе «Автомобили» (1987, 1989, 1990, 1991), он единственный кому удалось четыре раза побеждать на автомобиле в этом легендарном автомарафоне, когда тот проводился по территории Африки (в «классическом Дакаре»). Депутат Европейского Парламента в 1999—2009 гг. Был кандидатом на пост президента Международной автомобильной федерации (FIA) на выборах 2009 года, где проиграл Жану Тодту..
В январе 2013 стал президентом Союза Автоспорта Эстонии.

## Спортивная карьера

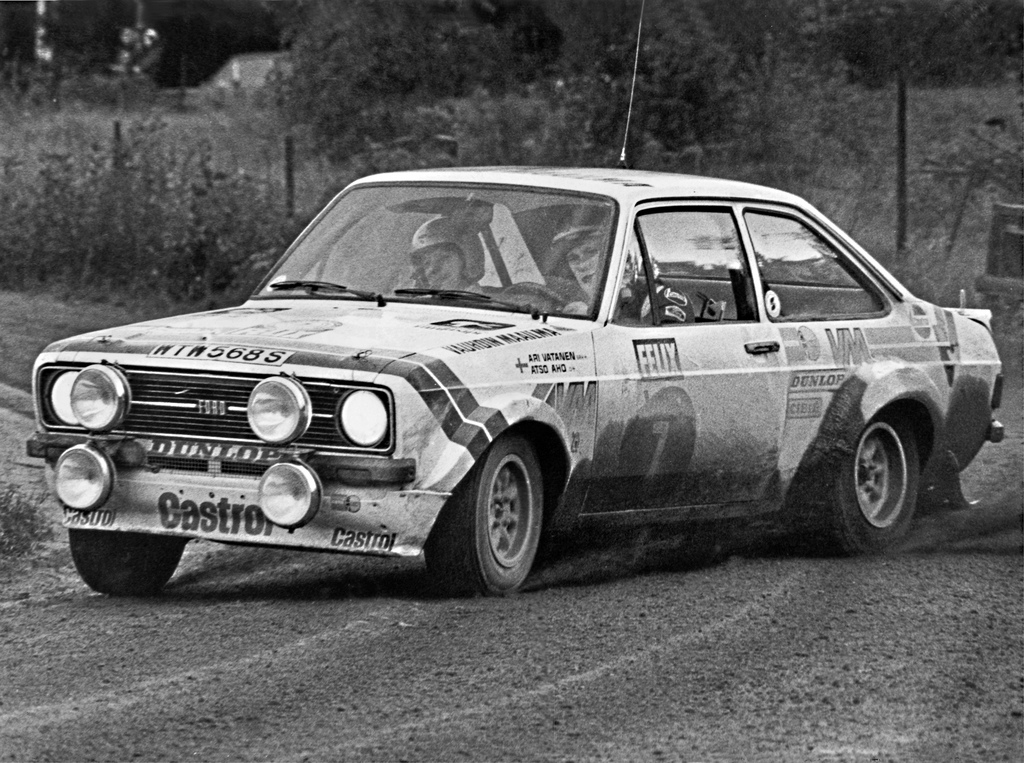
Ари Ватанен на Ford Escort RS1800 в Ралли "Тысяча Озёр"-1978

Ари родился и вырос в Тууповаара в Восточной Финляндии. Дебютным годом в профессиональном ралли для него стал 1970 год. В 1974 он дебютировал в чемпионате мира по ралли на «домашнем» ралли «Тысяча Озёр». В 1976 и 1980 годах Ватанен выиграл чемпионат Великобритании по ралли. В 1977 году Ари стал постоянным участником ралли, выступая за рулём Ford Escort RS1800. С 1979 года он стал гонщиком команды Rothmans Rally Team, продолжив пилотировать RS1800. С 1979 года до конца 1981 года его штурманом был Дэвид Ричардс, ставший в будущем руководителем компании Prodrive и одной из влиятельнейших персон в мировом автоспорте.
На Ралли Акрополис 1980 года он одержал первую свою победу. А в 1981 Ари стал первым и единственным в истории раллистом, который стал чемпионом мира выступая за незаводскую, частную команду (Rothmans Rally Team). В 1982 году Ватанен не защищал свой титул и выходил на старт всего лишь на трёх этапах чемпионата мира по ралли. В 1984 году он подписал контракт с заводской командой Peugeot и выступал за рулём Peugeot 205 Turbo 16.
На Ралли Аргентина 1985 года попал в тяжелейшую аварию. На полное выздоровление Ватанену понадобилось 18 месяцев.
В 1987 году Ари триумфально вернулся в автоспорт выиграв самый престижный ралли-рейд в мире «Париж—Дакар», на Peugeot 205 T16. Впоследствии он стал первым, кто четырежды становился победителем ралли «Париж—Дакар» в 1987, 1989 и 1990 годах за Peugeot и в 1991 году за Citroën, на модели ZX Rallye Raid. Это количество побед в классе «Автомобили» является рекордным для того времени, когда гонка проходила по территории Африки (1979-2007) (так называемый «классический Дакар»).
В составе команд Peugeot и Citroën выиграл массу внедорожных ралли-рейдов, в частности «Мастер-ралли» 1996 и 1997 годов. Является абсолютным рекордсменом по количеству побед на спецучастках ралли «Дакар» — 50.

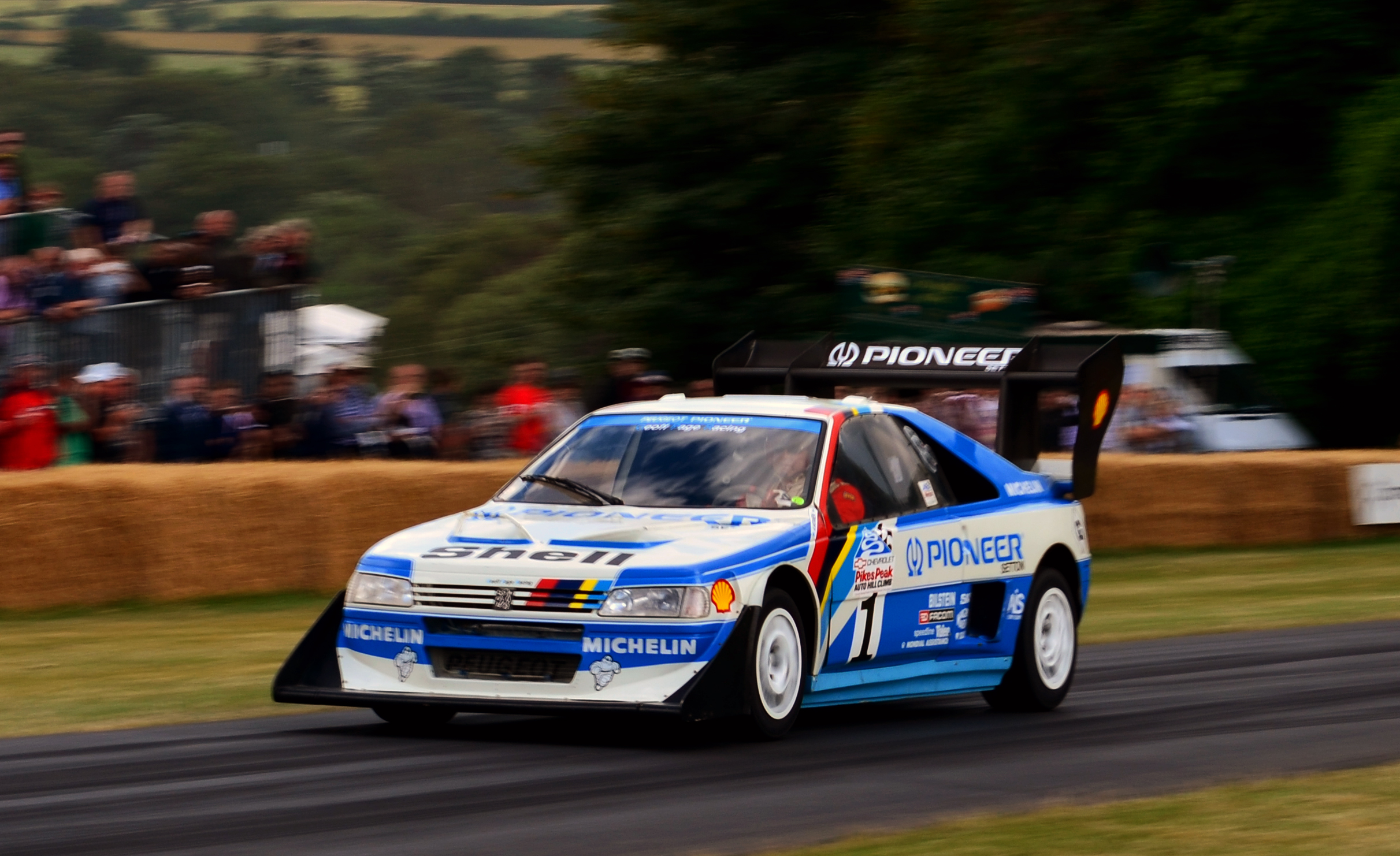
Peugeot 405 T16 Pikes Peak Ари Ватанена

В 1988 году Ватанен лидировал в ралли «Париж—Дакар», пока его Peugeot 405 T16 не был украден, что вызвало большой скандал. В том же году он выиграл престижную американскую гонку — «Подъём на холм Пайкс-пик», на Peugeot 405 T16 в версии Pikes Peak.
В 1988 году Ватанен опубликовал автобиографию «Каждая секунда считается» (англ. Every Second Counts), которая сразу же стала бестселлером.
Ватанен выступал в WRC более или менее часто до 1998 года включительно. Он пилотировал автомобиль команды Mitsubishi Ralliart Europe в четырех ралли 1989 года и на пяти этапах — 1990 года. С 1992 по 1993 гг. Ари выступал за заводскую команду Subaru в одиннадцати гонках мирового первенства: трижды финишировал вторым, включая дебютную гонку Subaru Impreza на ралли Финляндии 1993 года. На следующий год он вернулся к пилотированию Escort, выступая теперь за рулём Ford Escort WRC заводской команды. Лучшими результатами здесь стали третьи места на Ралли Аргентины 1994 года и Ралли Сафари 1998 года. На последнем этапе сезона 1998 года — Ралли Великобритании Ватанен выступил за рулём Subaru. Эта гонка стала сотой в карьере Ари Ватанена, после чего он покинул автоспорт и сосредоточился на политической деятельности.
Страсть к гонкам Ватанена с возрастом не покинула. В 2003 году за рулём Nissan Ватанен принял участие в ралли «Дакар» и финишировал 7-м. В том же году Ари вновь появился в WRC на ралли Финляндии за рулём Peugeot 206 WRC команды Bozian Racing и финишировал на 11-м месте. В 2004 и 2005 гг. он снова выступал за рулём Nissan на ралли «Дакар». В последний раз Ари Ватанен принял участие в ралли «Дакар» в 2007 году за заводскую команду Volkswagen. На 7-м этапе он сошёл с дистанции.

## Статистика выступлений

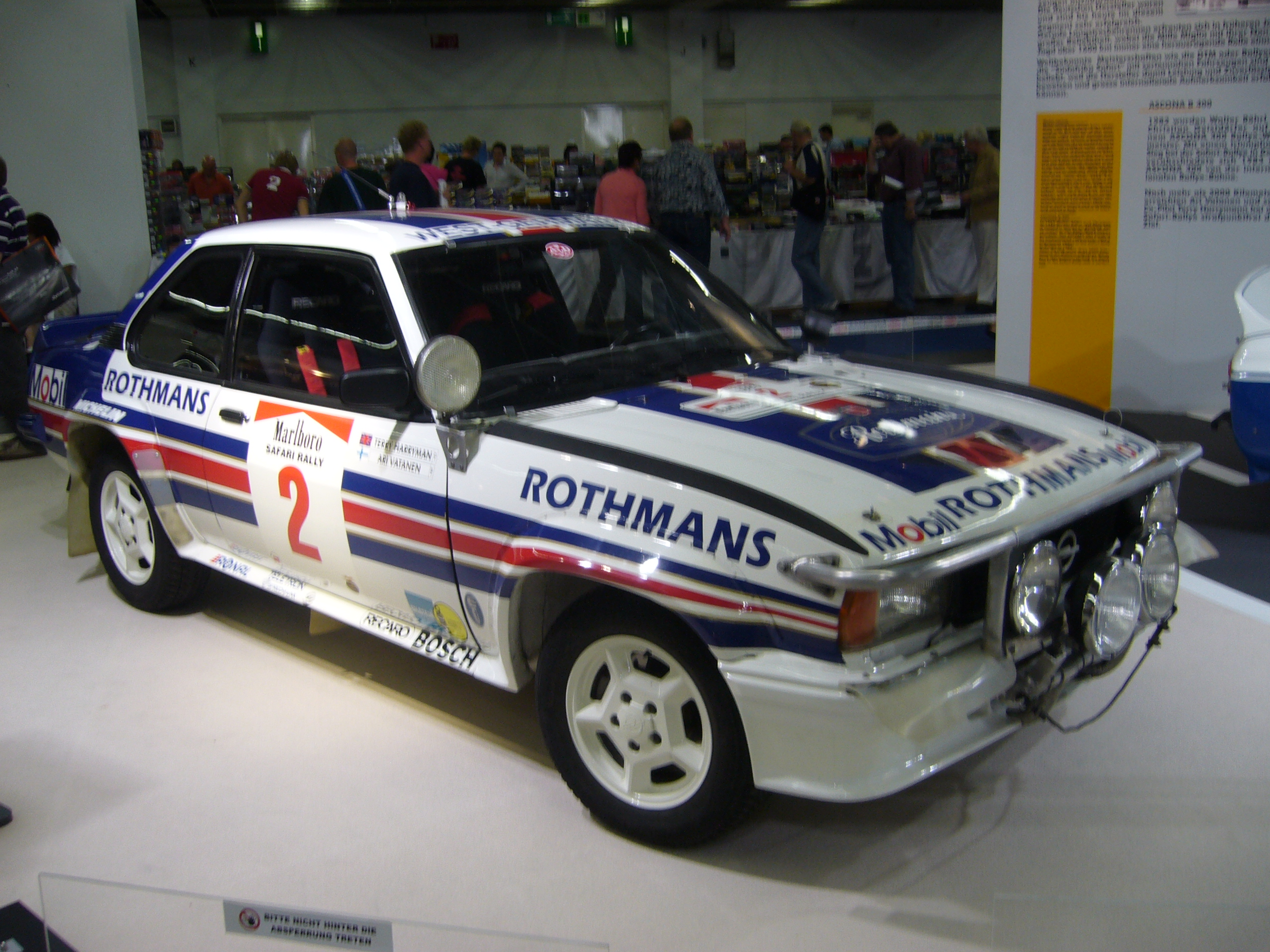
Opel Ascona 400 победившая в Ралли Сафари-1983 под управлением Ари Ватанена

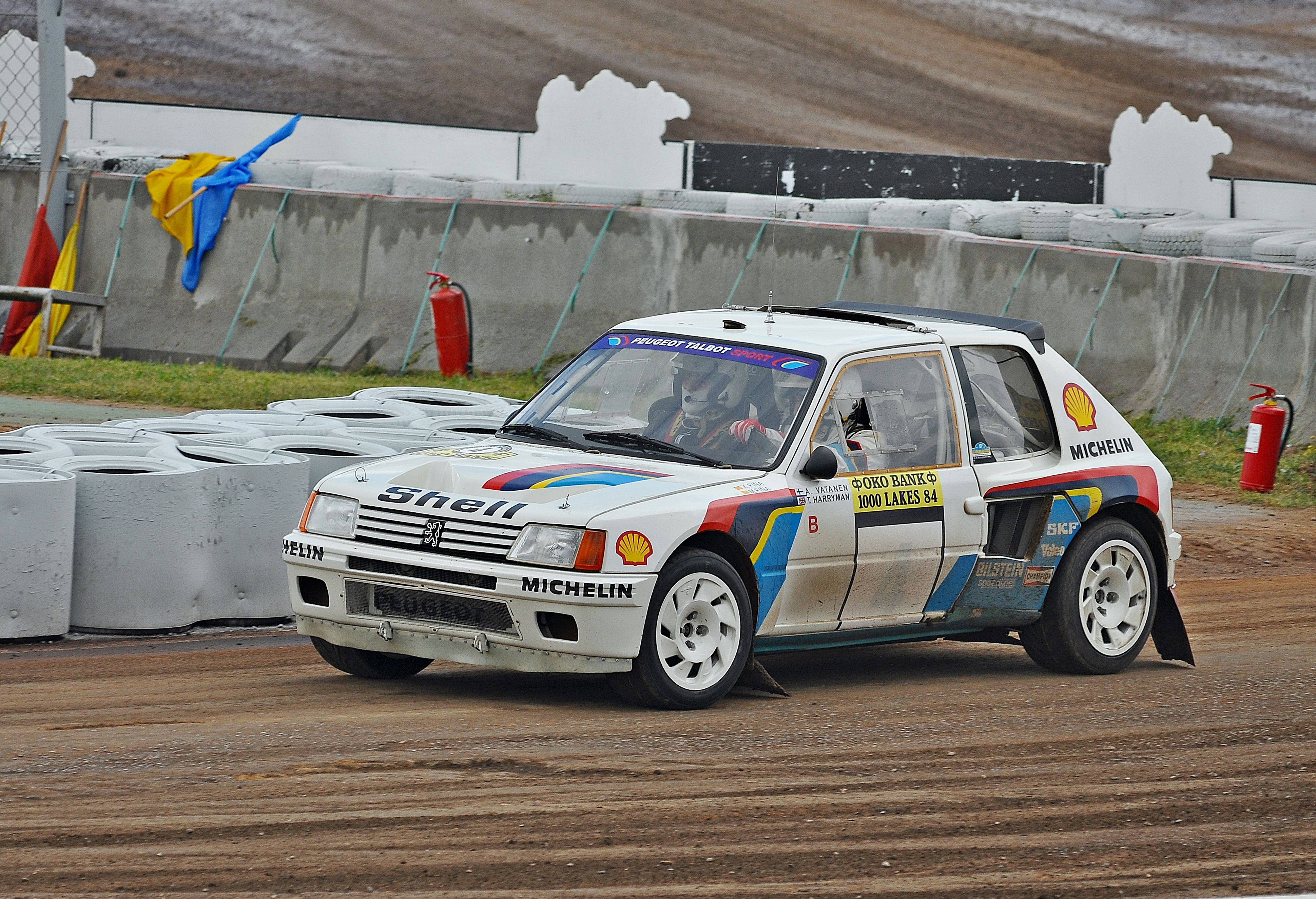
Раллийный Peugeot 205 T16 Ари Ватанена

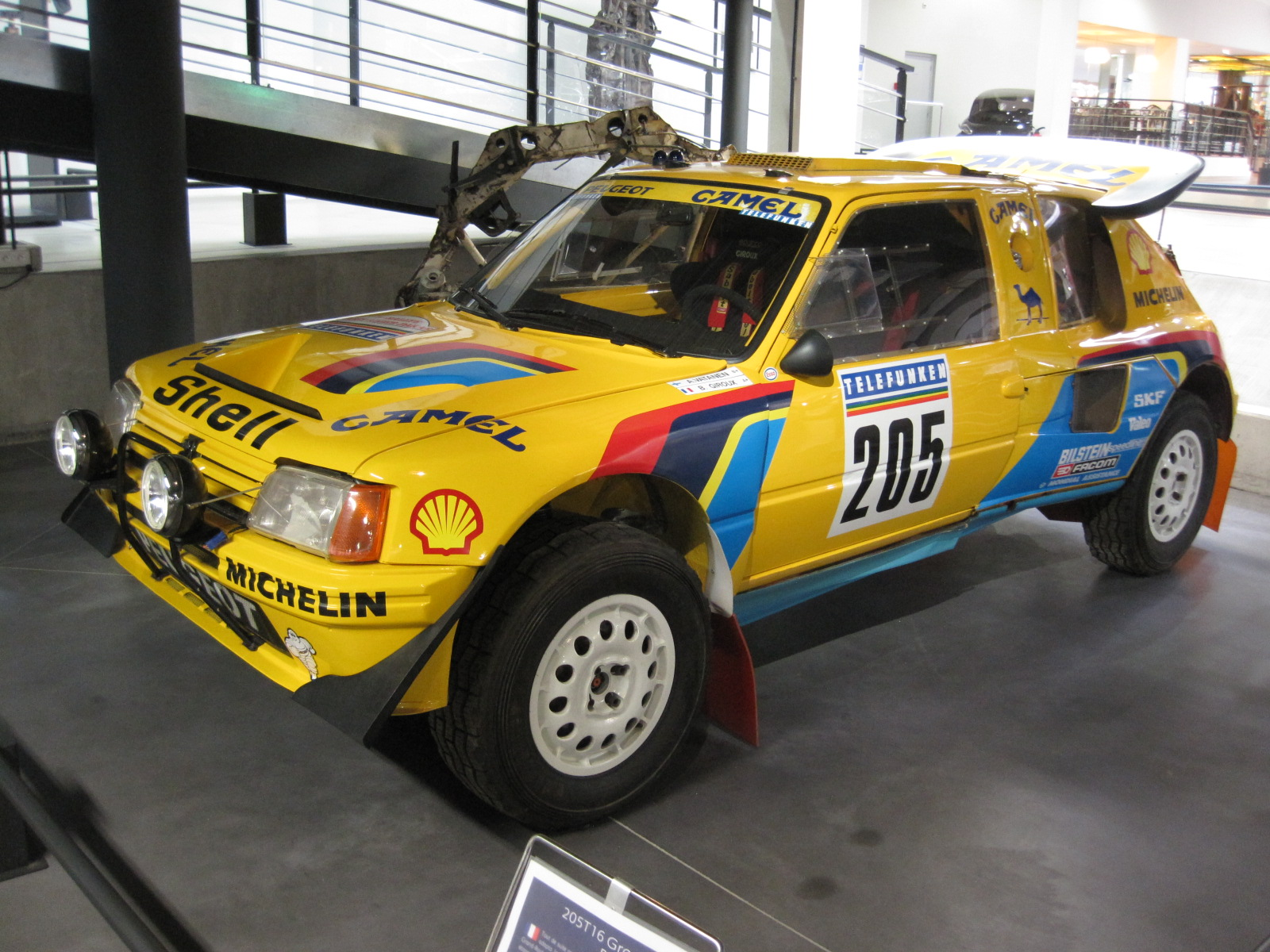
Ралли-рейдовый Peugeot 205 T16 Ари Ватанена

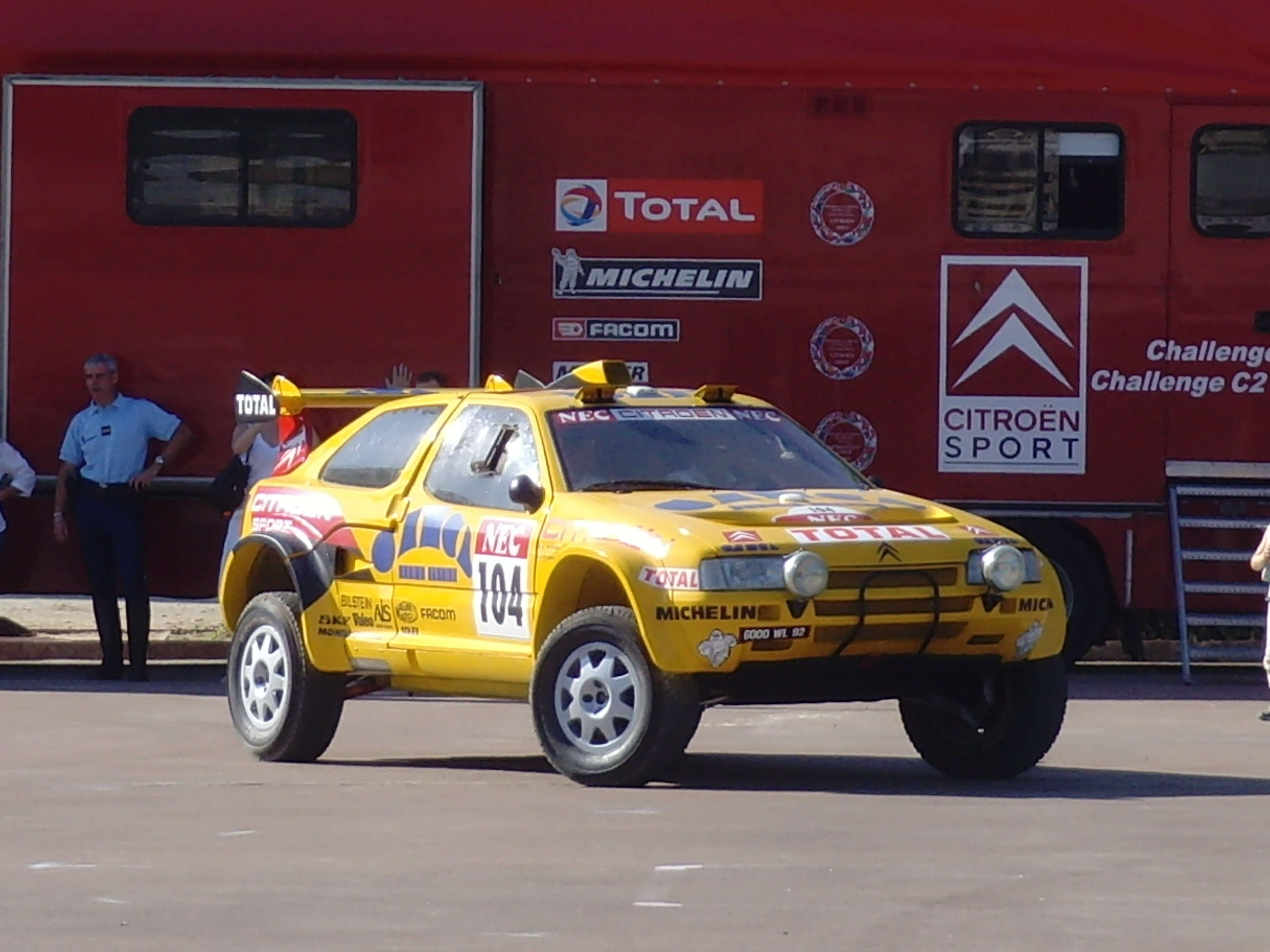
Citroën ZX Rallye-raid Ари Ватанена

### Победы в крупных международных ралли
| # & | Этап              | Сезон | Штурман       | Автомобиль         |
| --- | ----------------- | ----- | ------------- | ------------------ |
| 1   | Шотландское Ралли | 1977  | Питер Брайант | Ford Escort RS1800 |

### Победы в чемпионате мира по ралли
Ватанен побеждал на 8 разных ралли.
| #  | Этап                    | Сезон | Штурман        | Автомобиль           |
| -- | ----------------------- | ----- | -------------- | -------------------- |
| 1  | Ралли Акрополис         | 1980  | Девид Ричардс  | Ford Escort RS1800   |
| 2  | Ралли Акрополис (2)     | 1981  | Девид Ричардс  | Ford Escort RS1800   |
| 3  | Ралли Бразилии          | 1981  | Девид Ричардс  | Ford Escort RS1800   |
| 4  | Ралли «Тысяча Озёр»     | 1981  | Девид Ричардс  | Ford Escort RS1800   |
| 5  | Ралли Сафари            | 1983  | Терри Харриман | Opel Ascona 400      |
| 6  | Ралли «Тысяча Озёр» (2) | 1984  | Терри Харриман | Peugeot 205 Turbo 16 |
| 7  | Ралли Сан-Ремо          | 1984  | Терри Харриман | Peugeot 205 Turbo 16 |
| 8  | Ралли Великобритании    | 1984  | Терри Харриман | Peugeot 205 Turbo 16 |
| 9  | Ралли Монте-Карло       | 1985  | Терри Харриман | Peugeot 205 Turbo 16 |
| 10 | Ралли Швеции            | 1985  | Терри Харриман | Peugeot 205 Turbo 16 |

### Результаты выступлений вралли-марафоне "Дакар"
| Год  | Штурман            | Команда                | Автомобиль              | Место |
| ---- | ------------------ | ---------------------- | ----------------------- | ----- |
| 1987 | Бернар Жиру        | Peugeot Sport          | Peugeot 205 T16         | 1     |
| 1988 | Бруно Берглунд     | Peugeot Sport          | Peugeot 405 T16         | ДСК   |
| 1989 | Бруно Берглунд     | Peugeot Sport          | Peugeot 405 T16         | 1     |
| 1990 | Бруно Берглунд     | Peugeot Sport          | Peugeot 405 T16         | 1     |
| 1991 | Бруно Берглунд     | Citroën Sport          | Citroën ZX Rallye Raid  | 1     |
| 1992 | Бруно Берглунд     | Citroën Sport          | Citroën ZX Rallye Raid  | 5     |
| 1993 | Кристиан Дельферье | Citroën Sport          | Citroën ZX Rallye Raid  | 8     |
| 1995 | Жиль Пикар         | Citroën Sport          | Citroën ZX Rallye Raid  | Сход  |
| 1996 | Жиль Пикар         | Citroën Sport          | Citroën ZX Rallye Raid  | 4     |
| 2003 | Тина Тёрнер        | Nissan Rally Raid Team | Nissan Pick Up          | 7     |
| 2004 | Юха Репо           | Nissan Rally Raid Team | Nissan Pick Up          | Сход  |
| 2005 | Тициано Сивьеро    | Nissan Rally Raid Team | Nissan Pick Up          | 39    |
| 2007 | Флаг Италии        | Volkswagen Motorsport  | Volkswagen Race Touareg | Сход  |

## Результаты

### Чемпионат мира
В 1974-76 Ватанен принял участие в 5 ралли и не добрался до финиша ни в одном из них. В 1988 году участвовал в двух ралли (два схода). В 1996-97 - два участие (сход и 8 место на Ралли Великобритании 1997), 2003 - 11 место на Ралли Финляндии.
| Год  | Команда                     | Автомобиль              | 1        | 2        | 3        | 4        | 5        | 6        | 7        | 8        | 9        | 10       | 11       | 12       | 13    | 14       | Место | Очки |
| ---- | --------------------------- | ----------------------- | -------- | -------- | -------- | -------- | -------- | -------- | -------- | -------- | -------- | -------- | -------- | -------- | ----- | -------- | ----- | ---- |
| 1977 | Ford Motor Company Ltd      | Ford Escort RS1800      |          |          | ПОР Сход | КЕН Сход | НЗЛ 2    | ГРЕ Сход | ФИН Сход | КАН Сход | ИТА Сход |          | ВЕЛ Сход |          |       |          | -     | -    |
| 1978 | Ford Motor Company Ltd      | Ford Escort RS1800      |          | ШВЕ 5    |          | ПОР Сход |          | ФИН Сход |          |          |          |          | ВЕЛ ДСК  |          |       |          | -     | -    |
| 1979 | Разные                      | Разные                  | МОН 10   | ШВЕ Сход | ПОР Сход |          |          | НЗЛ 3    | ФИН 2    | КАН 3    |          |          | ВЕЛ 4    |          |       |          | 5     | 50   |
| 1980 | Разные                      | Ford Escort RS1800      | МОН Сход |          | ПОР Сход |          | ГРЕ 1    |          | ФИН 2    |          | ИТА 2    |          | ВЕЛ Сход |          |       |          | 4     | 50   |
| 1981 | Rothmans Rally Team         | Ford Escort RS1800      | МОН Сход | ШВЕ 2    | ПОР Сход |          |          | ГРЕ 1    | АРГ Сход | БРА 1    | ФИН 1    | ИТА 7    | КОТ 9    | ВЕЛ 2    |       |          | 1     | 96   |
| 1982 | Разные                      | Разные                  |          | ШВЕ 2    |          |          |          |          |          |          | ФИН Сход |          |          | ВЕЛ Сход |       |          | 13    | 15   |
| 1983 | Rothmans Opel Rally Team    | Разные                  | МОН 5    | ШВЕ 6    |          | КЕН 1    |          | ГРЕ 4    |          | ФИН Сход | ИТА Сход |          | ВЕЛ Сход |          |       |          | 6     | 44   |
| 1984 | Peugeot Talbot Sport        | Peugeot 205 Turbo 16    |          |          |          |          | ФРА Сход | ГРЕ Сход |          |          | ФИН 1    | ИТА 1    |          | ВЕЛ 1    |       |          | 4     | 60   |
| 1985 | Peugeot Talbot Sport        | Peugeot 205 Turbo 16/E2 | МОН 1    | ШВЕ 1    | ПОР Сход | КЕН Сход | ФРА Сход | ГРЕ Сход | НЗЛ 2    | АРГ Сход |          |          |          |          |       |          | 4     | 55   |
| 1987 | Разные                      | Разные                  |          |          |          | КЕН 10   |          |          |          |          |          | ФИН 2    |          |          |       |          | 19    | 16   |
| 1989 | Mitsubishi Ralliart Europe  | Mitsubishi Galant VR-4  |          | МОН 87   |          |          |          | ГРЕ Сход |          |          | ФИН Сход |          |          |          | ВЕЛ 5 |          | 40    | 8    |
| 1990 | Mitsubishi Ralliart Europe  | Mitsubishi Galant VR-4  | МОН Сход | ПОР Сход |          |          | ГРЕ Сход |          |          | ФИН 2    |          |          |          | ВЕЛ Сход |       |          | 16    | 15   |
| 1991 | Разные                      | Разные                  |          |          |          |          |          |          |          |          | ФИН 7    |          |          |          |       | ВЕЛ 5    | 22    | 12   |
| 1992 | Subaru Rally Team Europe    | Subaru Legacy RS        |          | ШВЕ Сход |          |          |          | ГРЕ Сход | НЗЛ Сход |          | ФИН 4    | АВС Сход |          |          |       | ВЕЛ 2    | 11    | 25   |
| 1993 | 555 Subaru World Rally Team | Разные                  |          |          |          |          |          | ГРЕ Сход |          | НЗЛ Сход | ФИН 2    | АВС 2    |          |          | ВЕЛ 5 |          | 7     | 38   |
| 1994 | Разные                      | Ford Escort RS Cosworth |          |          |          |          | ГРЕ 5    | АРГ 3    | НЗЛ Сход | ФИН Сход |          | ВЕЛ 5    |          |          |       |          | 9     | 28   |
| 1998 | Разные                      | Разные                  |          |          | КЕН 3    | ПОР 5    |          |          |          |          |          | ФИН Сход |          |          |       | ВЕЛ Сход | 11    | 6    |

## Награды
- Кавалер I класса ордена Льва Финляндии (6 декабря 1986 года)[4].
- Офицер ордена «За заслуги» (Франция)[5].
- Орден «За заслуги» III степени (20 августа 2008 года, Украина) — за весомый личный вклад в укрепление авторитета Украины в мире, популяризацию её исторических и современных достижений и по случаю 17-й годовщины независимости Украины[6].